# Motovespa Vespino
El Vespino es un ciclomotor, diseñado por el ingeniero salmantino Vicente Carranza y fabricado íntegramente en Madrid, España, que se comenzó a fabricar en el año 1968 por la empresa Moto Vespa S.A., fundada en 1952 por Enrico Piaggio, con la ayuda del Banco Urquijo y del I.N.I. (Instituto Nacional de Industria) de España. Se situó en el polígono industrial de la calle Julián Camarillo de Madrid.
Junto con el Seat 600 es considerado un icono cultural de la sociedad española de los años 70.
Fue líder de venta en España durante los 32 años que estuvo en fabricación, siendo originalmente el Mobylette su única competencia, creándose más de 20 modelos diferentes, siendo los más fabricados, por orden cronológico: el "modelo L "(Lujo) de 1968, el "GL" (Gran Lujo) de 1973, el "SC" (Súper Confort) de 1980, el "ALX" (admisión por láminas) de 1985, mod XE ( arranque eléctrico) el "NL" (New Look) de 1990, el "F-9" de 1992, el "VELOFAX" de 1995, y el último modelo "F-18" de 1999. el  en fabricarse. Tras casi 30 años de producción y 1 800 000 unidades fabricadas,la última unidad fue un modelo especial para Telepizza.
La deslocalización de la multinacional Piaggio & Co. s.p.a., propietaria de MOTO VESPA S.A. (renombrada en 1996 como Piaggio España S.A.), provocó el cierre de la fábrica de Madrid, y puso fin a la producción de este vehículo.
En febrero de 2018 se conmemoraron los 50 años del ciclomotor en el centro cultural José Luis López Vázquez del madrileño barrio de San Blas-Canillejas. Donde se ubicaron las naves de la fábrica de Moto Vespa se colocó una placa conmemorativa.
Cada año se realizan concentraciones de vespinos, como la concentración nacional de vespinos, que cada año se realiza en un sitio, o como la quedada del pantano, en la sierra de gredos en Ávila, que reúnen cada año a más de 100 vespinos.

## Principales características
- Patente española de motor de explosión de 2 tiempos y 50 centímetros cúbicos refrigerado por aire forzado, que contenía dentro del mismo cárter, la transmisión automática por correa y variador centrífugo, además, el mismo cárter contenía la cadena de arrastre de los pedales tipo bicicleta.[4]

- Ubicación del depósito de combustible bajo el reposapiés, entre el motor y la rueda delantera.[4]

- Casi todos sus modelos llevaron pedales practicables para circular como una bicicleta sin poner en marcha el motor. Esta fue una condición esencial en la época para distinguir un ciclomotor de una motocicleta, eliminando más adelante este requisito en el código de circulación

- Los primeros modelos llevaban llantas de radios de 18 pulgadas, pero a partir de 1980 se montaban de aleación ligera de aluminio de 17 pulgadas, sustituyendo las aspas a los radios, que en ocasiones se rompían provocando que la rueda se descentrarse respecto a su eje.[7]

- Mantenimiento sencillo.

- Hubo un modelo muy poco difundido que apareció en 1969. Era el Vespino LUJO. Mecánicamente como la VESPINO de 1968 pero con el faro rectangular que incorporó el modelo GL de 1975. Además, a diferencia del Vespino de faro redondo de 1968, incorporaba cromados, cesta y portaequipajes posterior así como cromados abundantes en ruedas, sillín, amortiguadores y mandos eléctricos.

## Exportación
El Vespino comenzó a exportarse desde España poco después de comenzar su fabricación. Los primeros países receptores de este ciclomotor fueron Francia, Reino Unido, Alemania, Marruecos, Colombia y Chile, donde se valieron de la red de ventas de Piaggio para su comercialización. Casi siempre, estos modelos para exportación eran idénticos a los españoles, aunque podrían existir diferencias: El destinado a Alemania tenía asiento doble, algunos mercados solicitaban la sustitución del claxon por un timbre de bicicleta, y los destinados a Sudamérica equipaban un motor de 65 cm³ acorde con las legislaciones del lugar. También hubo mercados en los que se renombró como Vespa 49 GT.

## Motor
Aunque el diseño básico del motor que usan los Vespinos se ha mantenido fiel al original, este ha ido recibiendo mejoras paulatinamente para aumentar su rendimiento. Su primera versión estuvo vigente durante unos 25 años, siendo además compartido con otros modelos de Moto Vespa y Gilera.

### Motor básico
El motor original era un diseño monocilíndrico de dos tiempos con una carrera de 43 mm y un diámetro de 38,4 mm, con lo que su cilindrada ascendía a 49,77 centímetros cúbicos. Tenía admisión a través de una válvula rotativa en la que el mismo cigüeñal actuaba como leva. Su potencia máxima era de 2,2 cv y su consumo homologado se establecía en 1,6 litros de mezcla (Gasolina normal, incluso sin plomo, con aceite al 2%) cada 100 kilómetros recorridos.

### Apagado del motor
Todos los motores de Vespino contaban con el mismo sistema de apagado que, a diferencia de la mayoría de motores en los que se corta el encendido, se realizaba a través de una pequeña maneta ubicada bajo el acelerador y que abría una válvula en la cámara de combustión, comunicándola con el exterior. Así, se pierde la compresión generada evitando que el motor siga girando por sus propios medios. El efecto de este descompresor se usaba generalmente para ayudar a su puesta en marcha, facilitando el arranque a pedales, aunque en competición también se activaba para producir un efecto de freno motor.

### Comparación de características
|                       | Vespino N           | Lujo Brisa          | Rally             | GL                | L T3 TL T3 NL T3  | SC SCA           | AL ALX               | F9                   | Velofax              | F-18                 |
| Año                   | 1968-1969 1969-1970 | 1969-1972 1970-1972 | 1972              | 1973              |                   |                  |                      |                      | 1995-1998            | 1999-2000            |
| Número de cilindros   | 1                   | 1                   | 1                 | 1                 | 1                 | 1                | 1                    | 1                    | 1                    | 1                    |
| Diámetro del cilindro | 38,4 mm             | 38,4 mm             | 38,4 mm           | 38,4 mm           | 38,4 mm           | 38,4 mm          | 38,4 mm              | 38,4 mm              | 38,4 mm              | 38,4 mm              |
| Carrera del pistón    | 43 mm               | 43 mm               | 43 mm             | 43 mm             | 43 mm             | 43 mm            | 43 mm                | 43 mm                | 43 mm                | 43 mm                |
| Lumbreras de paso     | 2                   | 2                   | 2                 | 2                 | 3                 | 3                | 3                    | 6                    | 6                    | 6                    |
| Potencia máxima       | 2,2 cv a 4700 rpm   | 2,2 cv a 4700 rpm   | 2,2 cv a 4700 rpm | 2,2 cv a 4700 rpm | 2,2 cv a 4700 rpm | 2 cv             | 3,8 cv a 6500 rpm    | 3,8 cv a 6500 rpm    | 2,6 cv a 5400 rpm    | 2,6 cv a 5400 rpm    |
| Tipo de admisión      | Válvula rotativa    | Válvula rotativa    | Válvula rotativa  | Válvula rotativa  | Válvula rotativa  | Válvula rotativa | Admisión por láminas | Admisión por láminas | Admisión por láminas | Admisión por láminas |
| --------------------- | ------------------- | ------------------- | ----------------- | ----------------- | ----------------- | ---------------- | -------------------- | -------------------- | -------------------- | -------------------- |

## Vespino N
La única diferencia con respecto a la versión original radica en su velocímero, que cuenta con el logotipo  de Moto Vespa impreso. El cambio de nombre a Vespino N, por Normal, se realizó para distinguirlo de nuevos modelos que se estaban desarrollando.

## Vespino L
También conocido como Vespino Lujo, añadía un encendido electrónico a su mecánica, aumentando la fiabilidad y la facilidad de mantenimiento.

## Vespino Brisa
El Vespino Brisa, a la venta entre 1970 y 1972, fue la versión preferida en los mercados de exportación debido a su sencillez, a pesar de no ser muy comunes en su mercado doméstico. Se tomó como referencia la Piaggio Ciao, ciclomotor originario de Italia por parte de la empresa matriz. A diferencia de otros modelos, el Brisa contaba con una construcción más económica debido a su manillar de bicicleta y su suspensión delantera por brazos oscilantes. Se ofrecía solamente con asiento individual pero opcionalmente con llantas de 18 o 16 pulgadas.

## Vespino Rally
Hacia 1972 se lanzó al mercado la variante que más difiere a todas las demás, el Vespino Rally, que contando con la misma mecánica a sus contemporáneas, añadía un depósito de gasolina ubicado entre las piernas de 6,5 litros de capacidad, siendo casi el doble del estándar. También contaba con un manillar de perfil más deportivo, un faro específico y un nuevo cajetín de herramientas.

## Vespino T/TL/TN/TS

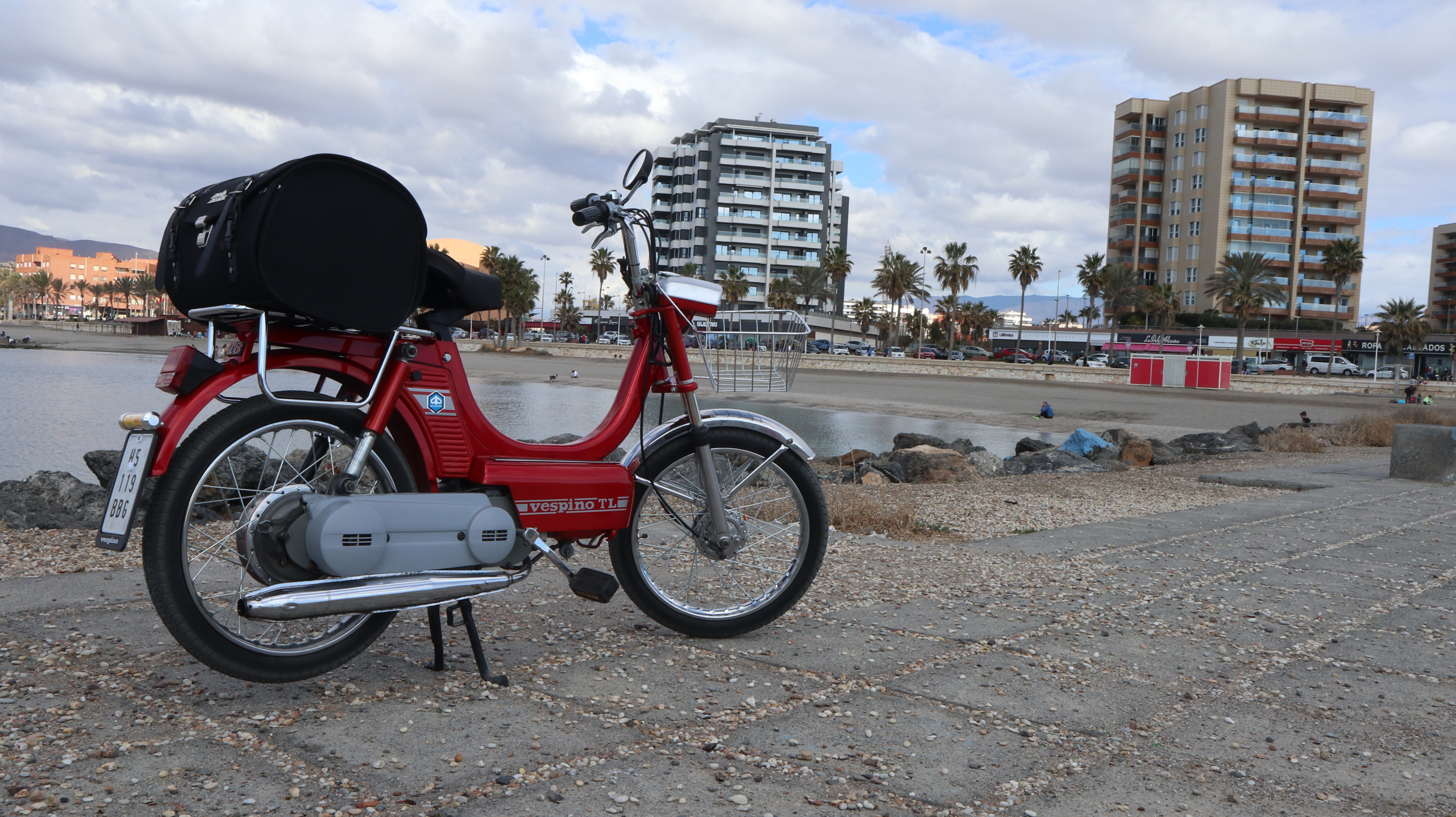
Vespino TL T-3 restaurado. La única diferencia con respecto al TL normal es mecánica, con un pequeño identificativo en la parte trasera.

La renovación del modelo Brisa anteriormente citado en 1973 dio como resultado el Vespino T y sus derivados: TL, TN y TS. De esta manera, se adaptaba el modelo a las preferencias españolas, aunque siguieron siendo modelos minoritarios. 
El manillar pasó a estar algo más elaborado, además de equipar una horquilla delantera telescópica en lugar de la suspensión por brazos oscilantes. También pasó de montar llantas de 18 pulgadas a otras más pequeñas de 16, lo que obligó a modificar el desarrollo de la caja de transferencia para mantener la velocidad máxima de 40 km/h.
La letra T deriva de Tourist, siendo la segunda explicativa de su versión, L para Lujo, N para Normal, S para eSpecial. 

### TL
El TL contaba con un amplio surtido de piezas exteriores cromadas y un faro trasero diferente.

### TN
El TN carecía de ciertos componentes de carrocería.

### TS
El TS llegó en 1976 y añadía intermitentes con batería (Que no sufría cambiós de intensidad al circular a bajas revoluciones) y asiento doble, teniendo esta última un precio en su día de 23 300 pesetas.

## Vespino GL/GS

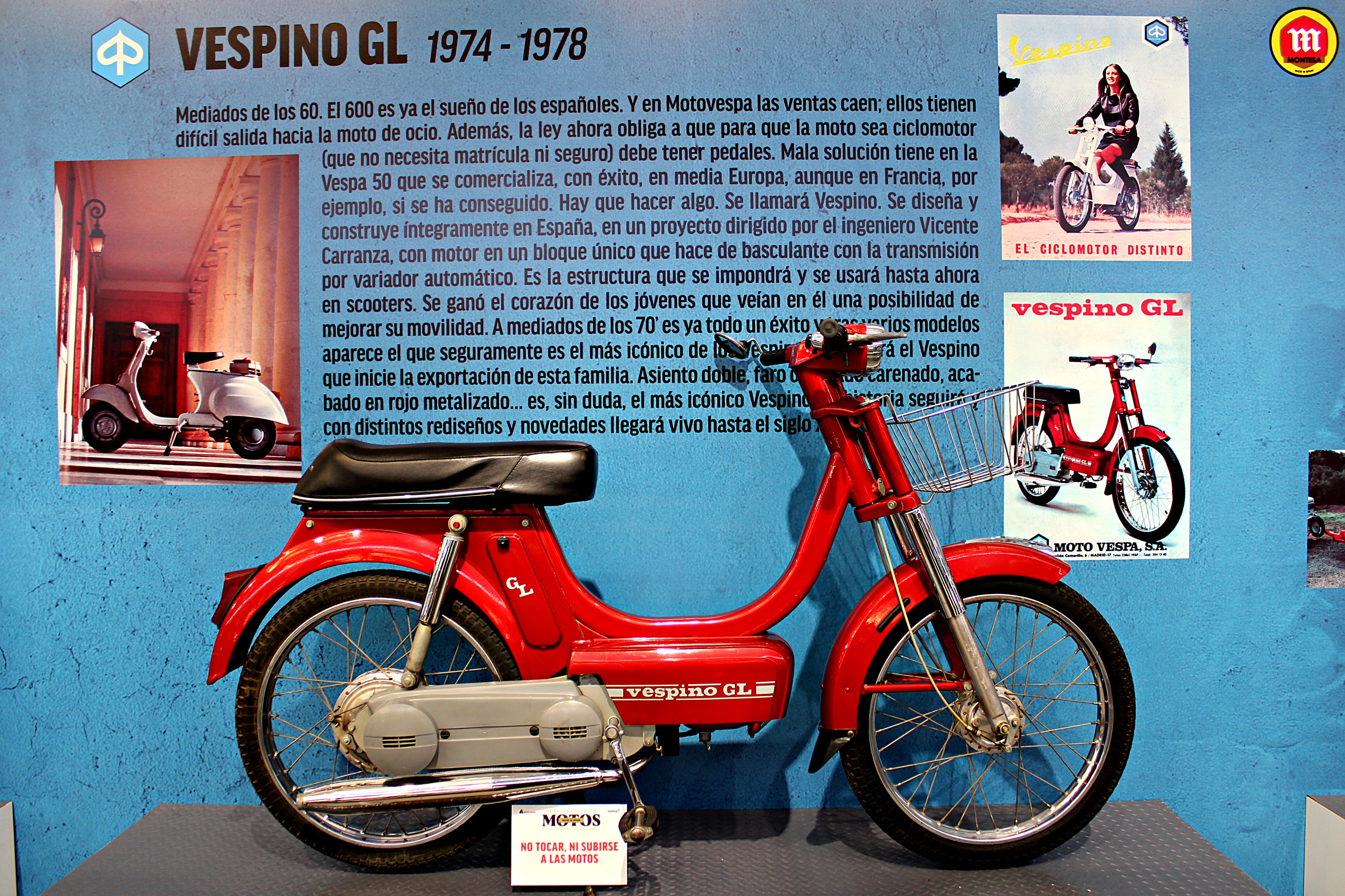
Vespino GL en su color más común, el rojo.

La renovación y sustitución del Brisa por el T, obligó a la empresa a renovar también el L y sustituirlo por el GL, por Gran Lujo, hacia 1974, modificando la estética de su manillar por otra más moderna con el faro cuadrado en lugar de redondo. Junto con la TS, también llegó al mercado la versión GS, añadiendo por igual intermitentes al modelo anterior, en 1976.

## Vespino NL
Siglas otorgadas por la denominación Nueva Línea, fue el modelo que sustituyó al GL. Este nuevo modelo trajo consigo también una actualización del motor, que hasta entonces permaneció prácticamente inalterado. Concretamente, y en línea con su contemporánea Vespa 125 T3, cambiaba el diseño de su cilindro y ofrecía tres troneras de transferencia en lugar de las clásicas dos. Sus prestaciones se mantuvieron, pero permitía subir de vueltas con más facilidad.

## Vespino SC/SCA/SCAN

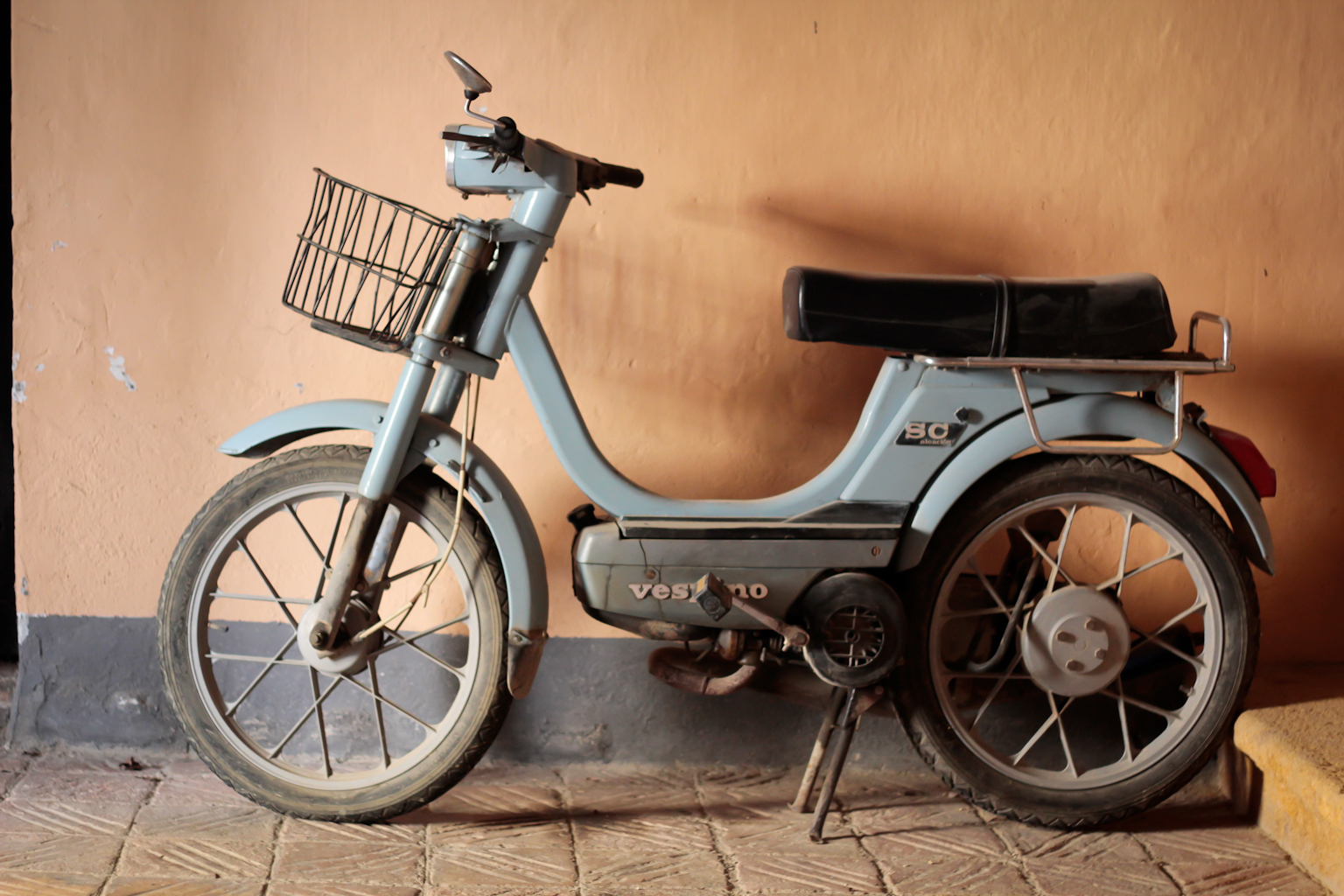
Vespino SCA, a partir de este modelo, todos los Vespinos contarían con llantas de aleación en lugar de radios.

Se exportó como Gilera Toledo a otros mercados. A efectos estéticos, cambiaba la tradicional tapa basculante para el motor y depósito por una fija que además servía como reposapies.

### SCA
La SCA añadía al modelo base SC unas nuevas llantas de aleación, que a partir de este momento sería parte del equipamiento de serie en todos los Vespino fabricados.

### SCAN

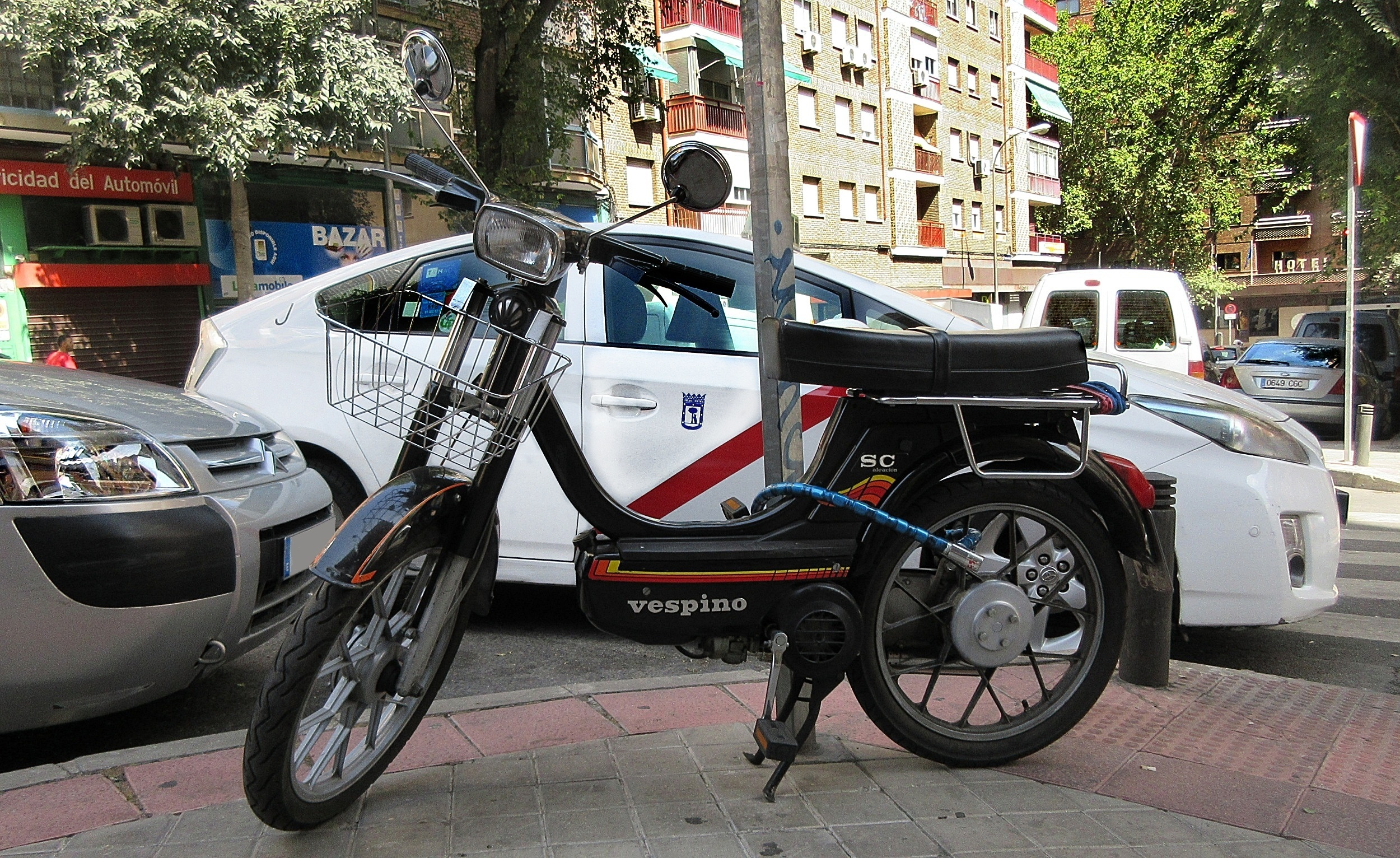
Vespino SCAN, básicamente igual que el SCA, pero con una decoración en negro.

Se editó una serie especial sobre el SCA, pintada completamente de color negro y con unos adhesivos de colores rojizos.

## Vespino Vale
El Vale fue la adaptación de los modelos T a la nueva estética ofrecida por el SC, llegada en 1981. Al igual que otras versiones anteriores de corte económico, fue un modelo con poca aceptación en su mercado local pero con una amplia difusión en el extranjero.

### Vale Especial
En línea con la SCAN, el Vale Especial también disfrutaba de una carrocería en negro con adhesivos rojizos.

## Vespino AL
La primera actualización del chasis de este ciclomotor se produjo en 1985, con una nueva forma que permitía una mayor rigidez. También hubo una novedad mecánica, y es que la tradicional admisión por válvula rotativa adosada del cigüeñal se sustituía por un sistema de admisión por láminas, cuyas siglas dieron nombre al nuevo modelo.

## Vespino ALX
Al año siguiente se añadieron mejoras en forma de unos intermitentes y un indicador luminoso de reserva de combustible. 

## Vespino XE

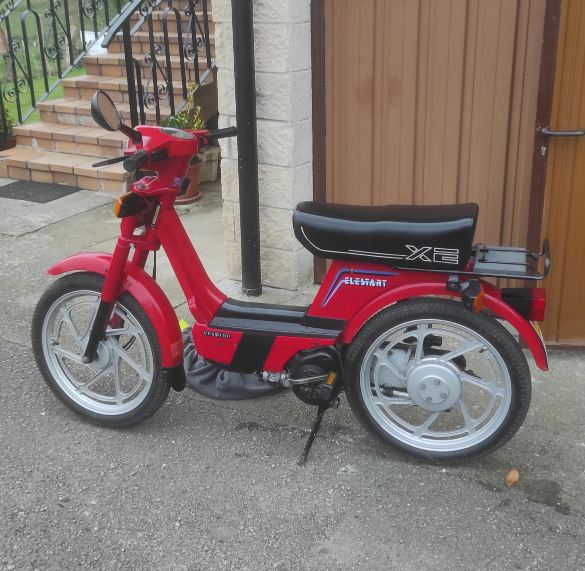
Vespino XE. La denominación XE no estaba impresa sobre la carrocería, sino en una serigrafía en el asiento.

También conocido como Vespino Elestart, proponía en 1988 una modernización del ALX, con un sistema de arranque eléctrico que permitía prescindir del uso de los pedales. Las llantas de aleación fueron exclusivas para este modelo.

## Vespino NL New Look

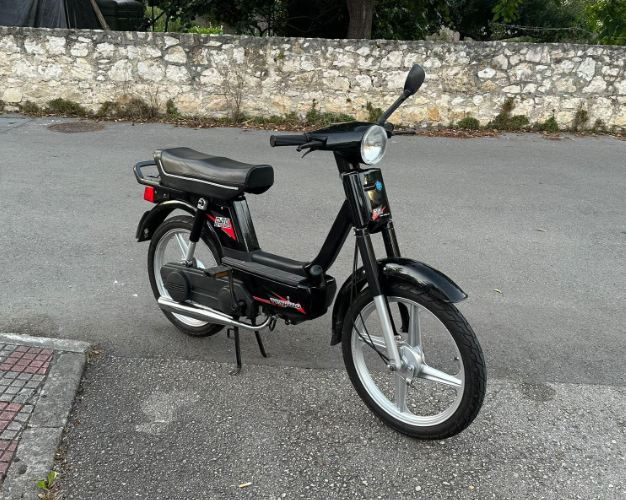
Vespino NL New Look

En 1990 le toca la renovación a la serie AL/ALX/XE y para definirlo como algo nuevo, no se les ocurrió otra cosa que bautizarlo como Nueva Línea/estilo, pero en inglés: New Look. Ya tenemos otro NL.
Las diferencias de estilo son pocas con respecto a la anterior serie: Nueva tapa de claxon más envolvente, nueva decoración 100% en adhesivos y unas llantas de aleación que pasan de 8 a 5 radios más gruesos. También cambia la cola del chasis, que integra el piloto y los intermitentes en la carrocería y el portapaquetes pasa a ser de plástico

## Delta
A pesar de no ser comercializado con el nombre Vespino, no se trata sino de una adaptación para darle un aspecto más moderno y aproximado al de la Vespa. Fue originalmente concebido para equipar motores procedentes de Piaggio, pero no se llegó a materializar el suministro de estos motores, así que el diseño tuvo que modificarse para alojar el tradicional motor Vespino. Este modelo venía a cubrir un nicho de mercado abierto por el Derbi DS50, para ofrecer un ciclomotor más cerrado, pero llegó tarde y no cumplía las expectativas igual que su competencia. Contaba con ruedas de menor tamaño que obligó, al igual que con la serie T, a modificar los desarrollos de la caja de transferencia para mantener la velocidad máxima, siendo por tanto muy buscadas para extraer este componente para incluirlo en preparaciones de otros modelos.

## Vespino F9/F9e/Fast Rider

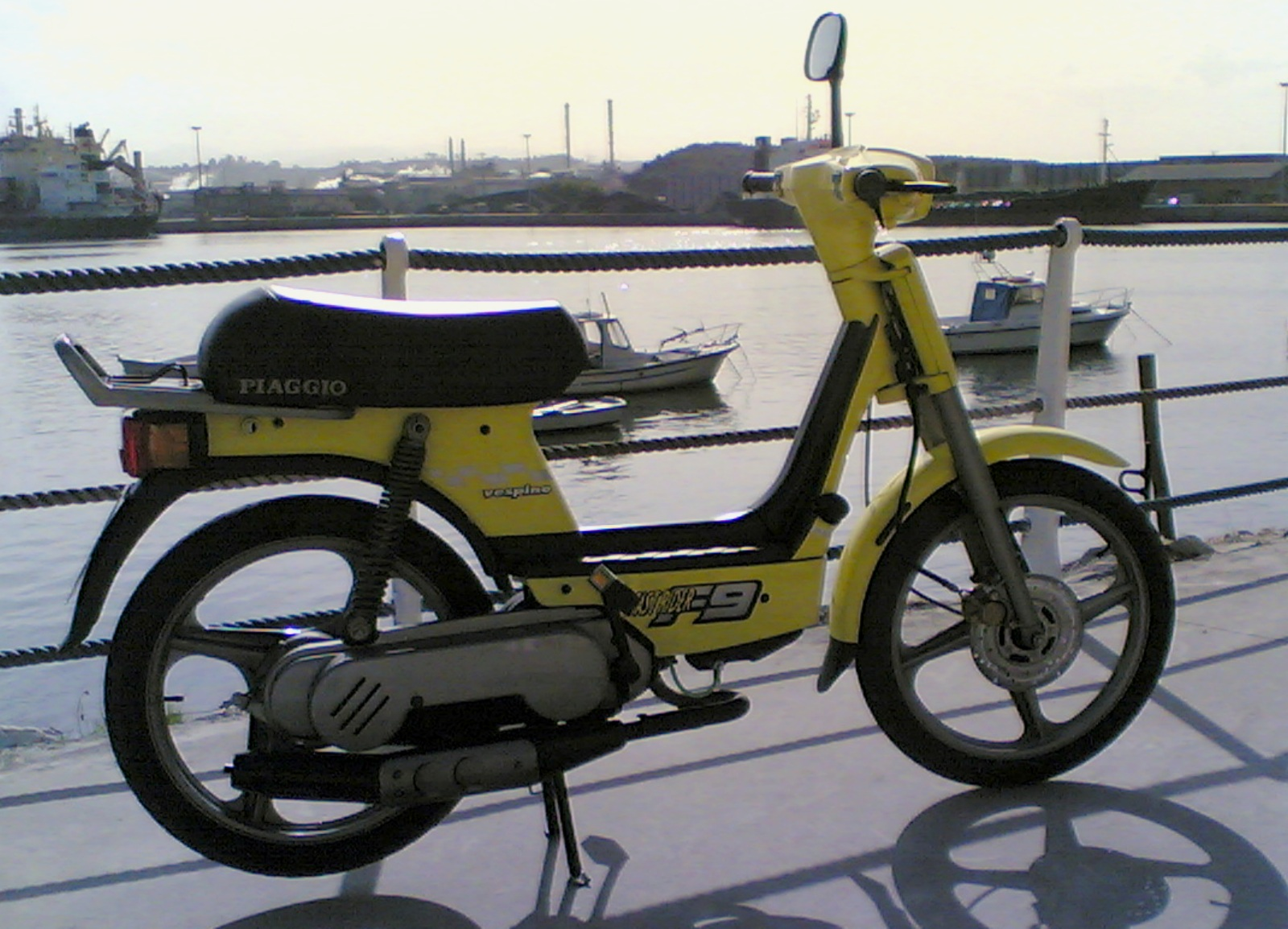
Uno de los últimos modelos de Vespino desarrollados y fabricados en Madrid fue el Vespino F9 Fast rider que contaba con freno delantero de disco.

En 1992 fue presentado el modelo F9, por Fórmula 90. Por primera vez, el asiento es abatible dejando paso a un pequeño cofre, añadiendo además una carrocería modernizada con intermitentes integrados. También se mejoró el motor, aumentando la compresión hasta los 10,2:1 con un tubo de escape rediseñado y un sistema de transmisión adaptado a la superior potencia ahora ofrecida. Por último, se equipó un sistema de engrase por separado, que evitaba realizar una premezcla al repostar.

### F9e
Esta versión añadía el arranque eléctrico al F9 normal.

### Fast Rider
Aparte de una gama de colores más llamativa, también ofrecía por primera vez en la historia de Vespino un freno de disco en la rueda delantera, firmado por Brembo.

## Vespino Velofax
Presentado en 1995, constaba de 3 versiones. Sin intermitentes, con intermitentes y con arranque eléctrico por batería y mezclador automático de aceite. Este modelo carecía de pedales.

## Vespino F-18
Último modelo lanzado en 1999. Este modelo también carecía de pedales.

## Vespino Telepizza
Se trata de una edición especial que marcó el final de la trayectoria del Vespino. Fue un encargo especial de esta famosa cadena de pizzerías, un ciclomotor diseñado específicamente para el reparto de comidas a domicilio. Sobre la base del último NL se añadió un asa al chasis para poder asegurar varias unidades a la vez con un travesaño, un asiento individual que dejará especio para un gran cofre trasero (que se ofrecía de serie y no como un accesorio) y se eliminó la posibilidad de cambiar de modo moto a bici por la carestía de pedales. Todas las unidades fueron de colores rojo y blanco combinados con logotipos de la empresa.
Estas últimas unidades construidas equiparon diferentes mecánicas procedentes de otros modelos con la intención de hacer uno de los stocks sobrantes.

## Galería de modelos

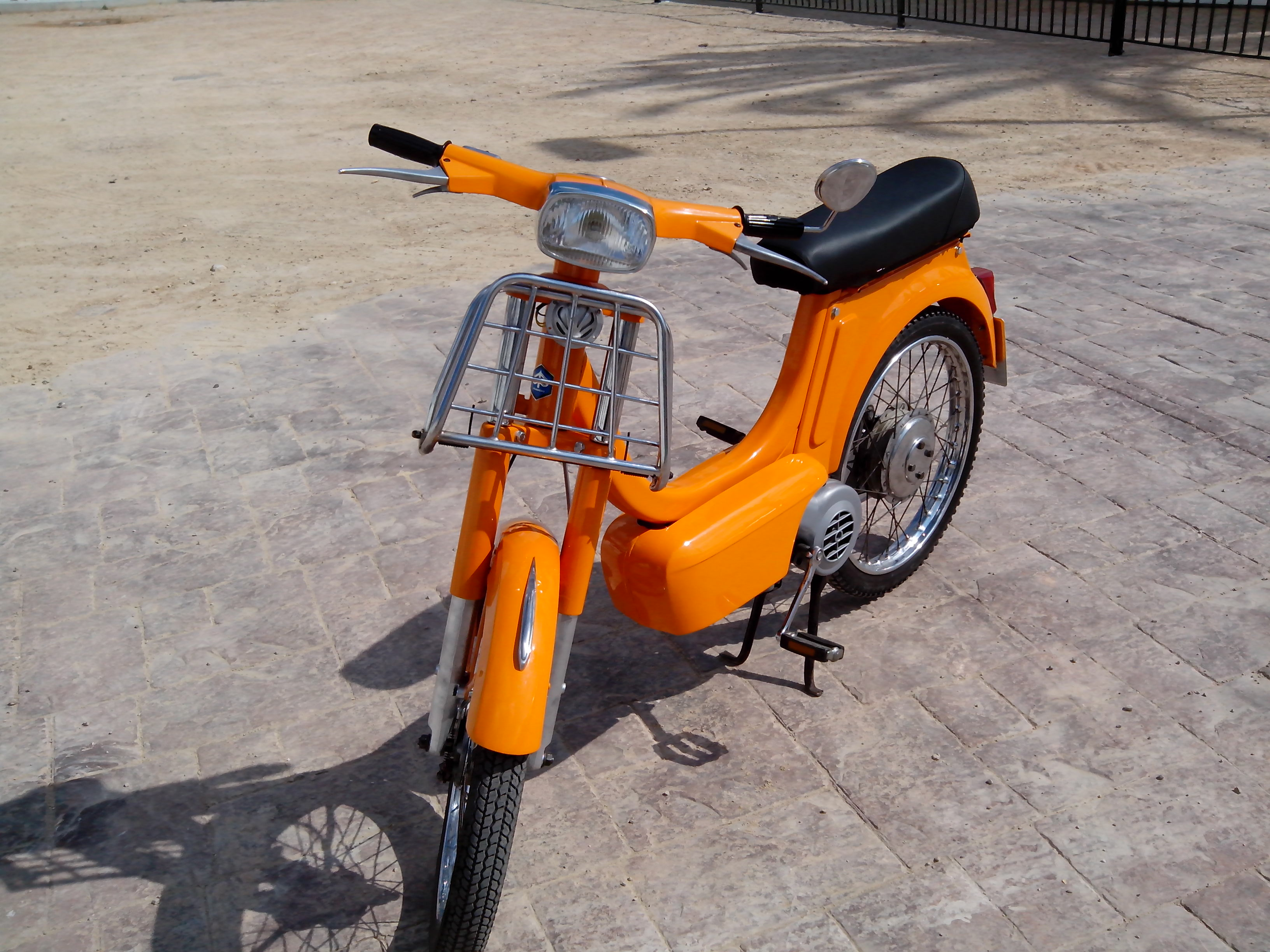
Vespino Lujo Súper (1971)
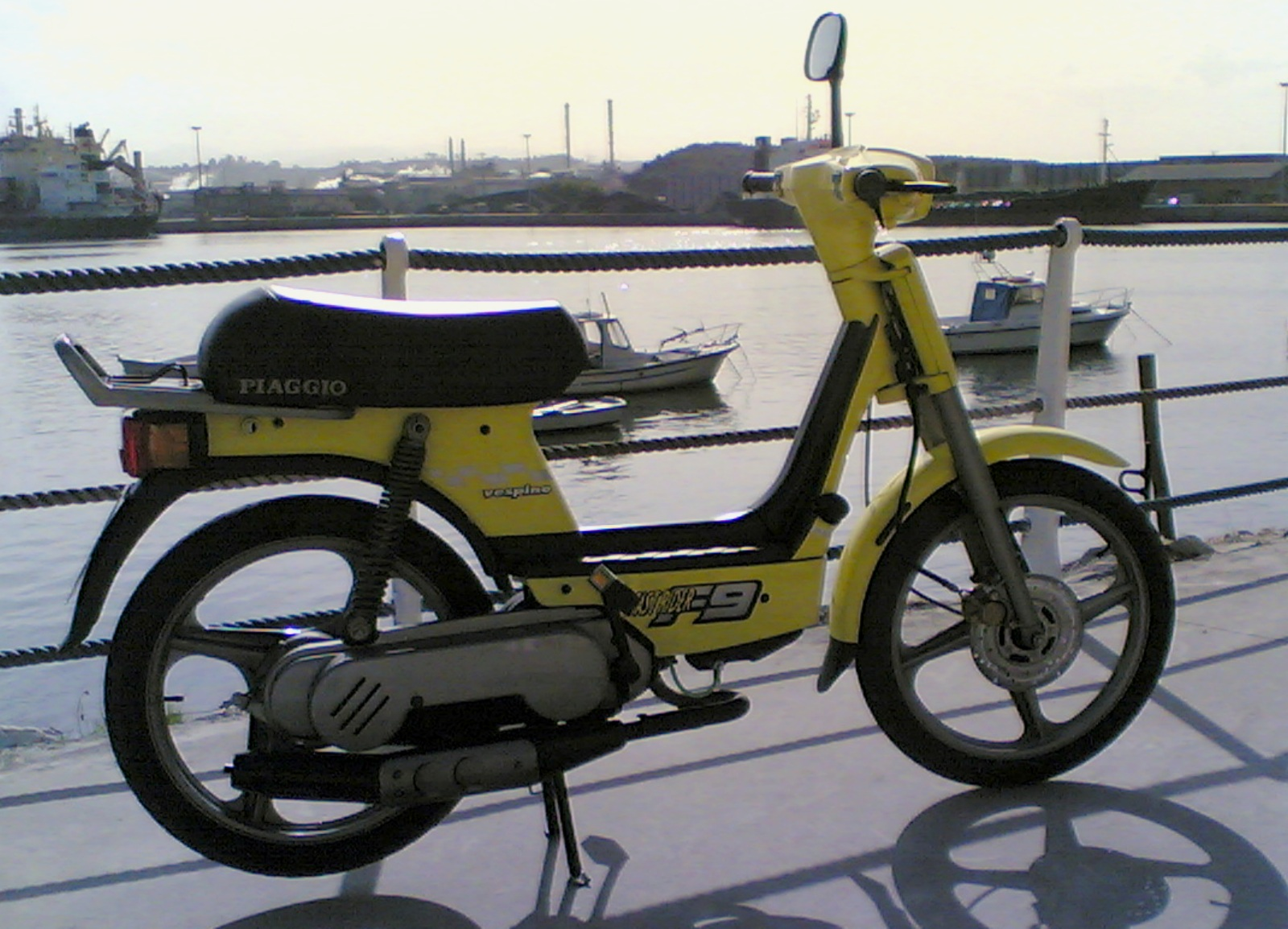
Vespino F9

## Enlaces
- Wikimedia Commons alberga una categoría multimedia sobre Motovespa Vespino.

- Datos: Q6160775
- Multimedia: Vespino mopeds / Q6160775